# ローズうらら

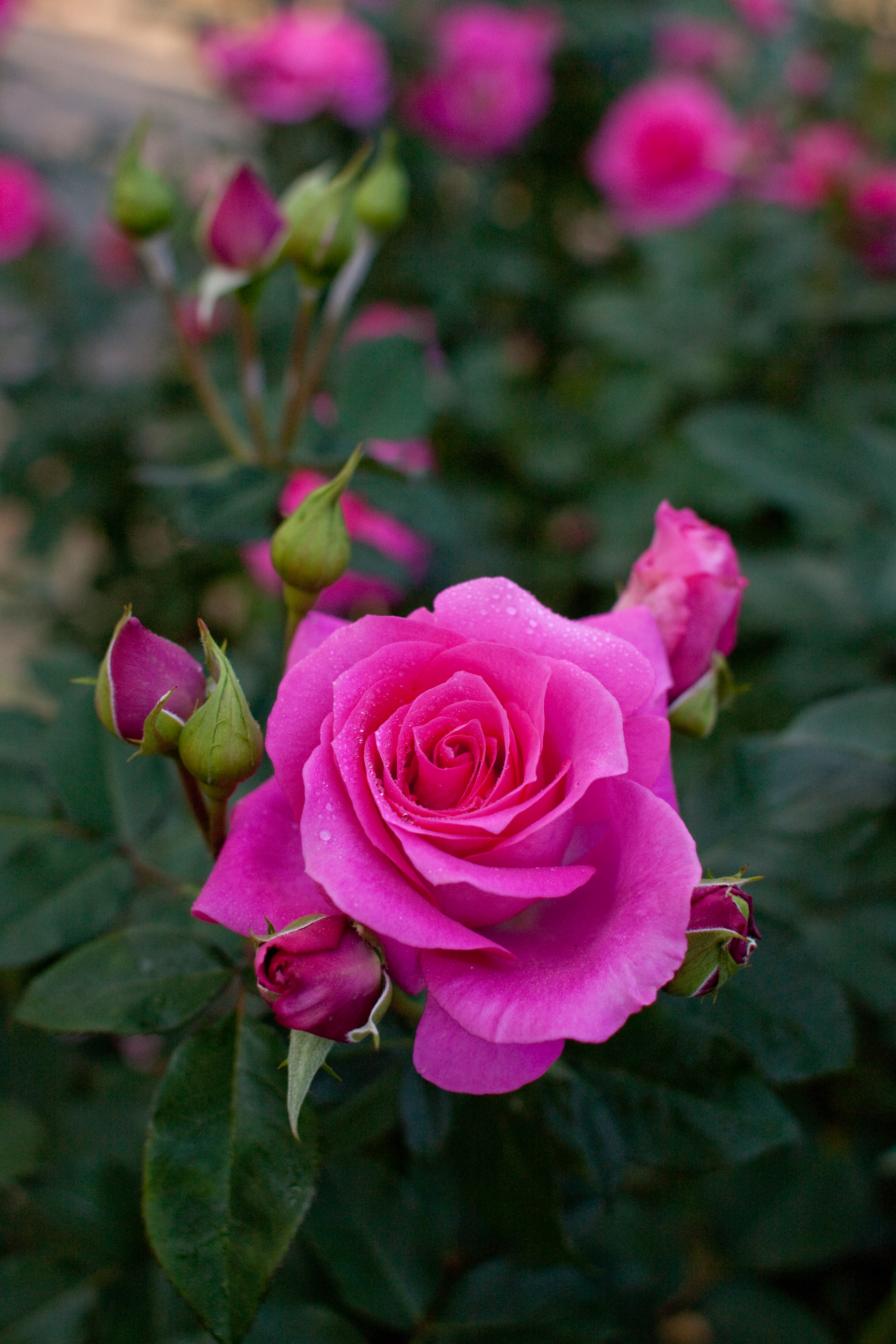
ローズうらら

ローズうららは、バラの園芸品種の1つ。1993年に日本で、平林浩によって作出された。作出時の品種名は「うらら」。
フロリバンダ系のバラ。母をミニ・ローズ、父をメヌエットにして交配された。完全四季咲きのバラで日本の気候によく合った品種。樹高1mくらいに育ち、ショッキングピンク色の大輪を咲かせる。半横張り性で、株張りは100cm。花型は丸弁咲きまたは丸弁平咲き、花径は8-14cm。花は数輪が房状になって咲く。花付きがとてもよく、厳冬期以外常に咲き続ける。開花サイクルが短く、夏・秋ともに花付きがよい。花は雨に強く、最後まで傷みにくい。花の香りは微香。樹勢、耐病性はともに普通である。黒点病には耐性があるとの評もある。シュートが発生しにくいが、古い枝の老化は遅い。1995年に、日本バラ会のJRC金賞を受賞した。枝変わりに、つるローズうららがある。
つるローズうららの樹勢は強い。

### 注
1. ↑  1995年作出と記す書籍もある[3][4]。